# Isaivani
Isaivani (Royapuram) és una cantant índia que s'ha fet un lloc en la música d'estil gaana, que havia estat un espai dominat per homes.

## Biografia
La seva infantesa la va passar a la zona de Royapuram de Chennai. Va començar a cantar amb sis anys amb el seu pare, D. Sivakumar, un músic autodidacte que cantava i tocava el teclat en espectacles de música lleugera. El seu pare sempre l'ha animat a seguir cantant.
El 2016 va conèixer l'estil ganna amb els cantants Palani i Ulaganathan i el va començar a cantar, incloent-lo als seus concerts quan el públic li ho demanava. Veure que una noia cantava en un estil que fins al moment només era d'homes va causar impacte. Malgrat això, va deixar la música i va començar a treballar en una empresa perquè no es guanyava la vida.
Tot va canviar quan la cantant Gaana Sabesh Solomon li va parlar de la banda de Pa Ranjith el 2017, un grup que s'acabaria anomenant Casteless Collective. Isaivani s'hi va unir després de participar en una audició, i va esdevenir l'única cantant femenina de la banda i de les poques dones que canten gaana. Algunes de les cançons que l'han fet cèlebre amb aquesta banda són «Beef Song» i «I sorry Ayyappa». L'estil de les cançons d'Isaivani amb Casteless Collective barregen gèneres com el blues i el jazz, el rap i el hip hop però sempre amb el gaana, una barreja de gèneres que es pot apreciar a la seva cançó «Jai Bhim Ambedkar».
Figura a la llista de les 100 Dones de la BBC, anunciada el 23 de novembre de 2020.